# Айон (остров)
 Тази статия е за острова.  За селото вижте Айон (село).  
Остров Айон е остров на Русия (в Чукотски автономен окръг, Чаунски район) в южната част на Източносибирско море.
Островът е разположен на входа на залива Чаунска губа, като на югозапад тесният Малък Чаунски проток го отделя от полуостров Китик, а на изток широкият Среден проток – от континента. Площта му е около 2 хил. кв. км. Релефът е равнинен, като най-високата му точка е 64 m. Бреговете му са ниски, на места стръмни. Изграден е от рохкави наслаги, включващи в себе си изкопаеми ледове. Територията му е заета от заблатена тундра, с множество малки езерца. Има 2 по-големи реки – Ровиам на изток и Ривеем на северозапад.
Средната годишна температура на острова е −11,4 °С. Най-ниската измерена температура е −51,3 °C, а най-високата е 30,2 °С, съответно през 1978 г. и 1975 г.
На острова има 2 малки селища: село Айон и вече изоставеното селище Елвуней. По-голямата част от населението са чукчи, които използват тундрата за пасища на елените си.